# 국제상거래에 있어서 외국공무원에 대한 뇌물방지법
국제상거래에 있어서 외국공무원에 대한 뇌물방지법은 대한민국의 법률이다. 한국이 1997년 12월 서명한 OECD 뇌물방지협약에 대한 이행입법으로 1998년 12월에 제정·공포되었다. 

## 같이 보기
- 해외부패방지법
- OECD 뇌물방지협약

## 참고 문헌
- OECD 뇌물방지협악과 기업컴플라이언스, 법무부.
- 로앤비 기업법무리포트- 한국 검찰,『국제상거래에 있어서 외국공무원에 대한 뇌물방지법』을 최초로 적용하여 중국 국유기업 직원에 뇌물을 제공한 한국인 기소